# Professional Association of Diving Instructors

PADI:s utbildningsstege

PADI, Professional Association of Diving Instructors, är världens största utbildningsorganisation för sportdykare. PADI består av ett nätverk av dykledare, dykinstruktörer, dykskolor, dykcentra, dykare och snorklare med så kallade servicekontor i Australien, Canada, Schweiz, Japan, Norge, Sverige, Storbritannien och USA. PADI:s huvudkontor är beläget i Kalifornien, USA. Dessa servicekontor handlägger och hjälper mer än 100 000 professionella medlemmar och mer än 4 500 dykcentra och dykskolor i mer 175 länder. PADI:s utbildningsmaterial finns översatt till minst 24 språk.

## PADI:s utbildningsstege
PADI genomför kurser på en rad olika nivåer:
1. Dive Today program - Ingen tidigare erfarenhet behövs
  - AWARE Coral Reef Conserving
  - Emergency First Response (EFR)
  - Discover Snorkelling - Upptäck snorkling
  - PADI Seal Team - Aktiviteter för barn
  - Discover Scuba - Prova på dyk
  - Discover Scuba Diving
  - PADI Scuba Diver - Begränsat dykcertifikat som berättigar till dykning ned till maximalt 12 meter tillsammans med en Divemaster (PADI).
2. PADI Dykprogram
  - Open Water Diver - Grundkursen som ger internationellt dykcertifikat för rekreationsdykning.
  - Adventure Diver - Dykcertifikat som erhålls efter tre genomförda Adventure Dives. Ett Adventure Dive är ett dyk med en specialinriktning, exempelvis nattdykning, undervattensorientering eller torrdräktsdykning (se längre ner).
  - Advanced Open Water Diver (AOW) - Dykcertifikat som visar att dykaren har gjort 5 olika Adventure Dives med olika inriktningar, varav ett djupdyk och ett navigationsdyk är obligatoriska.
  - Rescue Diver - Kurs som lär en att förebygga och hantera dykrelaterade olyckor (Denna kurs kräver att dykaren är utbildad i HLR innan han erhåller certifiering).
  - Master Scuba Diver - Det högsta dykcertifikatet om man inte vill arbeta med sportdykning inom PADI. Till skillnad från övriga certifieringar inom PADI är Master Scuba Diver ingen utbildning eller kurs, utan ett tecken på att man har utbildning och erfarenhet från flera olika sorters former av dykning, exempelvis djupdykning, vrakdykning och nattdykning.
3. Special- och tilläggskurser - företrädesvis korta kurser om ett specifikt område. Många specialiteter erbjuds; utbudet kan dock variera och är ibland orts- eller regionsspecifikt. Förkunskapskraven varierar, för vissa kurser krävs certifiering som Open Water Diver och för vissa krävs Advanced Open Water Diver. Exempel på specialitetskurser är:
  - Nitrox (dykning med syreberikad luft)
  - Nattdykning
  - Vrakdykning
  - Torrdräktsdykning
4. PADI Ledarskaps- och instruktörsprogram
  - Divemaster - den första professionella nivån för den som vill arbeta med dykning. Som Divemaster är man behörig att assistera dykinstruktörer vid dykutbildningar samt att på egen hand guida certifierade dykare under vattnet. Som Divemaster är man inte behörig att lära ut dykning, det kan bara en instruktör göra.
  - Assistant Instructor - behörig att på egen hand hålla dykteorilektioner på samtliga nivåer, på egen hand genomföra vissa dykutbildningar samt övervaka vissa ytövningar från några av PADI:s andra kurser.
  - Open Water Scuba Instructor - Behörig att till fullo hålla PADI-kurser upp till och med PADI Divemaster.
5. PADI fortbildning för instruktörer
  - EFR Instructor - En EFR-instruktör håller utbildningar i hjärt- och lungräddning samt i första hjälpen
  - Specialty Instructor
  - Master Scuba Diver Trainer
  - IDC Staff Instructor - Får utöver de kurser en Open Water Scuba Instructor får hålla även certifiera PADI Assistant Instructors.
  - Master Instructor
  - Course Director - Får utbilda (dock ej examinera) PADI Open Water Scuba Instructors.
  - Instructor Examiner - Är anställd direkt av PADI och genomför så kallade Instructor Examinations under vilka instruktörskandidater blir certifierade Open Water Scuba Instructors.

## Adventure Dives

### Äventyrsdyk som kräver OW-certifikat
- Altitude Diver
- AWARE Fish Identification Diver
- Boat Diver
- Diver Propulsion Vehicle Diver
- Drift Diver
- Dry Suit Diver
- Enriched Air Diver
- Multilevel Diver
- Night Diver
- Peak Performance Buoyancy
- Research Diver
- Underwater Naturalist
- Underwater Navigator
- Underwater Photographer
- Underwater Videographer

### Äventyrsdyk som kräver Adventure Diver-certifikat
- Deep Diver
- Wreck Diver

### Äventyrsdyk som kräver AOW-cerifikat
- Cavern Diver
- Search and Recovery Diver
- Ice Diver
- Semiclosed Rebreather - Ray
- Semiclosed Rebreather - Dolphin/Atlantis
- Closed Rebreather - Discovery MkVI Kommer under 2011-2012